# Mount Agnes
Mount Agnes ist eine Siedlung im Parish Saint David im Süden von Grenada.

## Geographie
Die Siedlung liegt im bergigen Hinterland, oberhalb von Terra Cannes, hart an der Grenze zum Parish Saint Andrew.